# Mauro Schmid
Mauro Schmid (Bülach, 4 de diciembre de 1999) es un ciclista profesional suizo que compite con el equipo Team Jayco AlUla.

## Palmarés
2021
- 1 etapa del Giro de Italia[1]

2022
- 1 etapa de la Settimana Coppi e Bartali
- Vuelta a Bélgica
- 2.º en el Campeonato de Suiza Contrarreloj

2023
- Settimana Coppi e Bartali

2024
- Campeonato de Suiza en Ruta
- Tour de Eslovaquia

2025
- Cadel Evans Great Ocean Road Race
- Campeonato de Suiza Contrarreloj
- Campeonato de Suiza en Ruta

## Resultados en Grandes Vueltas y Campeonatos del Mundo
| Carrera         | Carrera         | 2019 | 2020 | 2021 | 2022 | 2023 | 2024 | 2025  |
| --------------- | --------------- | ---- | ---- | ---- | ---- | ---- | ---- | ----- |
|                 | Giro de Italia  | —    | —    | 93.º | 75.º | —    | —    | —     |
|                 | Tour de Francia | —    | —    | —    | —    | —    | —    | 101.º |
|                 | Vuelta a España | —    | —    | —    | —    | —    | 71.º | —     |
| Mundial en Ruta | Mundial en Ruta | —    | —    | —    | 17.º | 13.º | Ab.  | —     |

—: no participa
Ab.: abandono

## Equipos
- Swiss Racing Academy (2019)
- Leopard Pro Cycling (2020)[2]
- Qhubeka (2021)
  - Team Qhubeka ASSOS (2021)[3]
  - Team Qhubeka NextHash (2021)[4]
- Quick-Step (2022-2023)
  - Quick-Step Alpha Vinyl Team (2022)
  - Soudal Quick-Step (2023)
- Team Jayco AlUla (2024-)